# Larée
Larée (L'Arrea en gascon) est une commune française située dans le nord-ouest du département du Gers en région Occitanie. Sur le plan historique et culturel, la commune est dans le Bas-Armagnac, ou Armagnac noir, un pays s'inscrivant entre les vallées de l'Auzoue, la Gélise, la Douze et du Midou.
Exposée à un climat océanique altéré, elle est drainée par la Douze, le Maignan et par divers autres petits cours d'eau. La commune possède un patrimoine naturel remarquable : un site Natura 2000 (les « étangs d'Armagnac ») et trois zones naturelles d'intérêt écologique, faunistique et floristique.
Larée est une commune rurale qui compte 237 habitants en 2022, après avoir connu un pic de population de 591 habitants en 1831.  Ses habitants sont appelés les Laréens ou  Laréennes.

## Géographie

### Localisation
Larée est une commune située dans l'ouest du Gers, à l'ouest d'Eauze.

### Communes limitrophes
Les communes limitrophes sont  Cazaubon, Lias-d'Armagnac, Marguestau et Monclar.
|         |                 | Cazaubon   |
| Monclar | Larée           |            |
|         | Lias-d'Armagnac | Marguestau |

### Géologie et relief
L'altitude de la commune varie entre 98 et 153 mètres.
Larée se situe en zone de sismicité 1 (sismicité très faible).

### Hydrographie

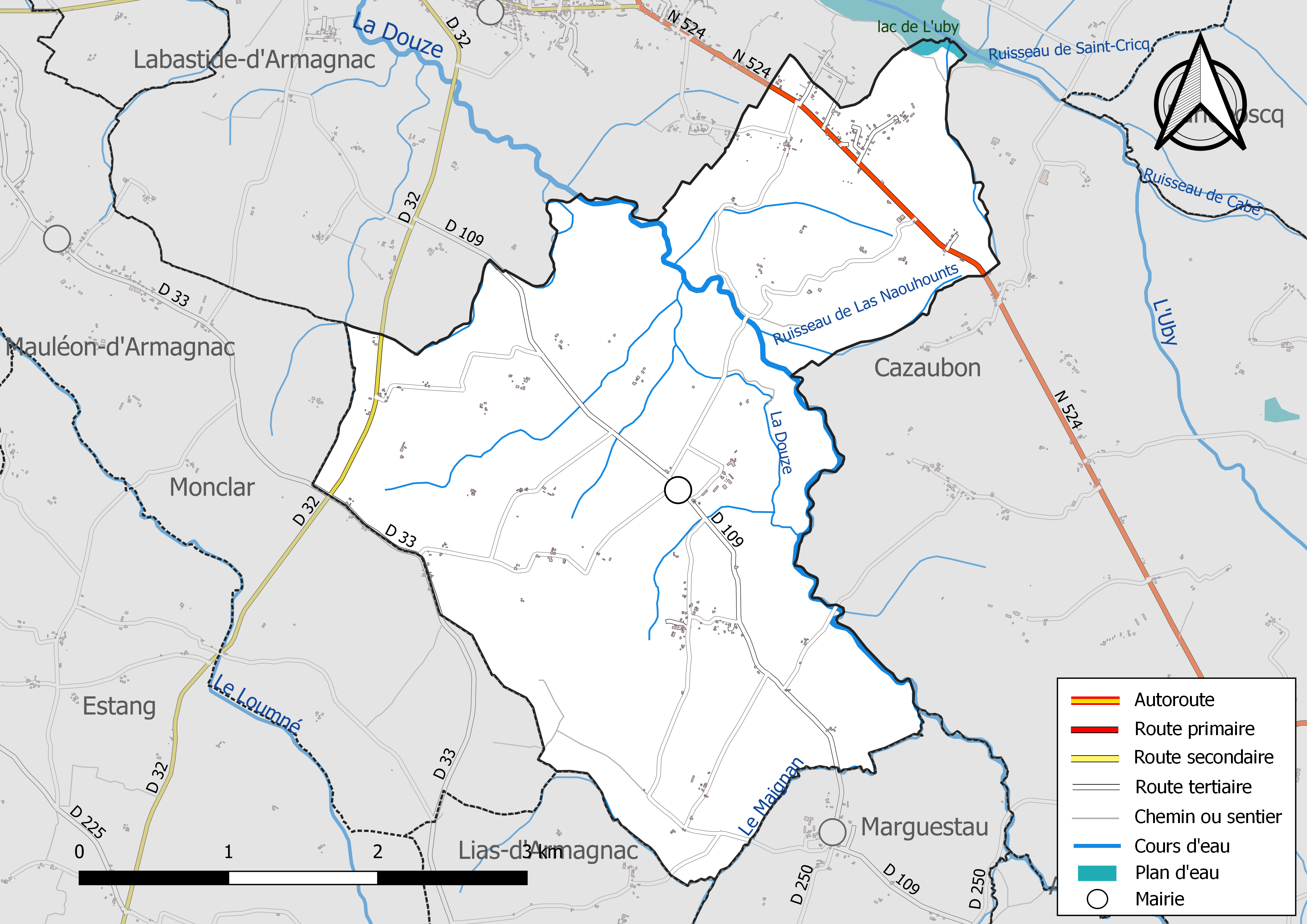
Réseaux hydrographique et routier de Larée.

La commune est dans le bassin de l'Adour, au sein du bassin hydrographique Adour-Garonne. Elle est drainée par la Douze, la Douze, le ruisseau de Las Naouhounts et par divers petits cours d'eau, qui constituent un réseau hydrographique de 19 km de longueur totale,.
La Douze, d'une longueur totale de 123,5 km, prend sa source dans la commune de Gazax-et-Baccarisse et s'écoule du sud-est vers le nord-ouest puis vers le sud. Elle traverse la commune et se jette dans la Midouze à Mont-de-Marsan, après avoir traversé 34 communes.

### Climat
Pour des articles plus généraux, voir Climat de l'Occitanie et Climat du Gers.
En 2010, le climat de la commune est de type climat océanique altéré, selon une étude s'appuyant sur une série de données couvrant la période 1971-2000. En 2020, Météo-France publie une typologie des climats de la France métropolitaine dans laquelle la commune est toujours exposée à un climat océanique altéré et est dans la région climatique Aquitaine, Gascogne, caractérisée par une pluviométrie abondante au printemps, modérée en automne, un faible ensoleillement au printemps, un été chaud (19,5 °C), des vents faibles, des brouillards fréquents en automne et en hiver et des orages fréquents en été (15 à 20 jours).
Pour la période 1971-2000, la température annuelle moyenne est de 12,7 °C, avec une amplitude thermique annuelle de 14,7 °C. Le cumul annuel moyen de précipitations est de 930 mm, avec 11,7 jours de précipitations en janvier et 6,9 jours en juillet. Pour la période 1991-2020, la température moyenne annuelle observée sur la station météorologique la plus proche, située sur la commune de Parleboscq à 9 km à vol d'oiseau, est de 13,5 °C et le cumul annuel moyen de précipitations est de 874,0 mm,. Pour l'avenir, les paramètres climatiques de la commune estimés pour 2050 selon différents scénarios d'émission de gaz à effet de serre sont consultables sur un site dédié publié par Météo-France en novembre 2022.

### Milieux naturels et biodiversité

#### Réseau Natura 2000

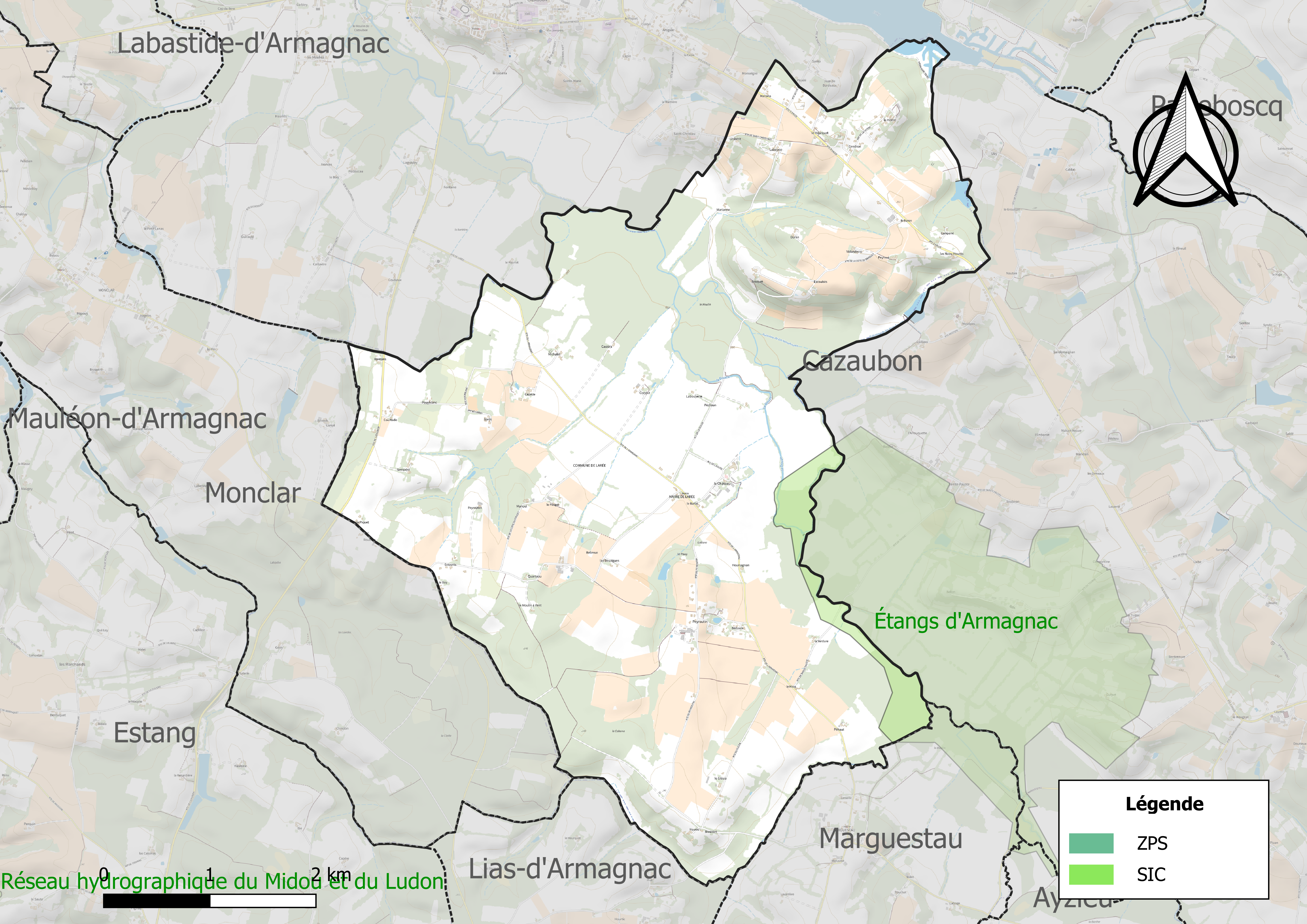
Site Natura 2000 sur le territoire communal.

Le réseau Natura 2000 est un réseau écologique européen de sites naturels d'intérêt écologique élaboré à partir des directives habitats et oiseaux, constitué de zones spéciales de conservation (ZSC) et de zones de protection spéciale (ZPS).
Un site Natura 2000 a été défini sur la commune au titre de la directive habitats : les « étangs d'Armagnac », d'une superficie de 1 028 ha, un site éclaté composé de plusieurs étangs et leurs abords, d'une zone bocagère, d'une zone forestière et marécageuse, dans le bassin versant de l'Armagnac comprenant les principales populations de la Cistude d'Europe (présence de la plus grande population pour Midi-Pyrénées).

#### Zones naturelles d'intérêt écologique, faunistique et floristique
L’inventaire des zones naturelles d'intérêt écologique, faunistique et floristique (ZNIEFF) a pour objectif de réaliser une couverture des zones les plus intéressantes sur le plan écologique, essentiellement dans la perspective d’améliorer la connaissance du patrimoine naturel national et de fournir aux différents décideurs un outil d’aide à la prise en compte de l’environnement dans l’aménagement du territoire.
Deux ZNIEFF de type 1 sont recensées sur la commune :
les « bois et landes de la Clotte, la Tauziole et Labadie » (792 ha), couvrant 4 communes du département, et 
la « vallée de la Douze et bocage du château de Tourné » (411 ha), couvrant 4 communes du département
et une ZNIEFF de type 2, : 
« la Douze et milieux annexes » (11 575 ha), couvrant 29 communes dont 26 dans le Gers et trois dans les Landes.

Carte des ZNIEFF de type 1 et 2 à Larée.
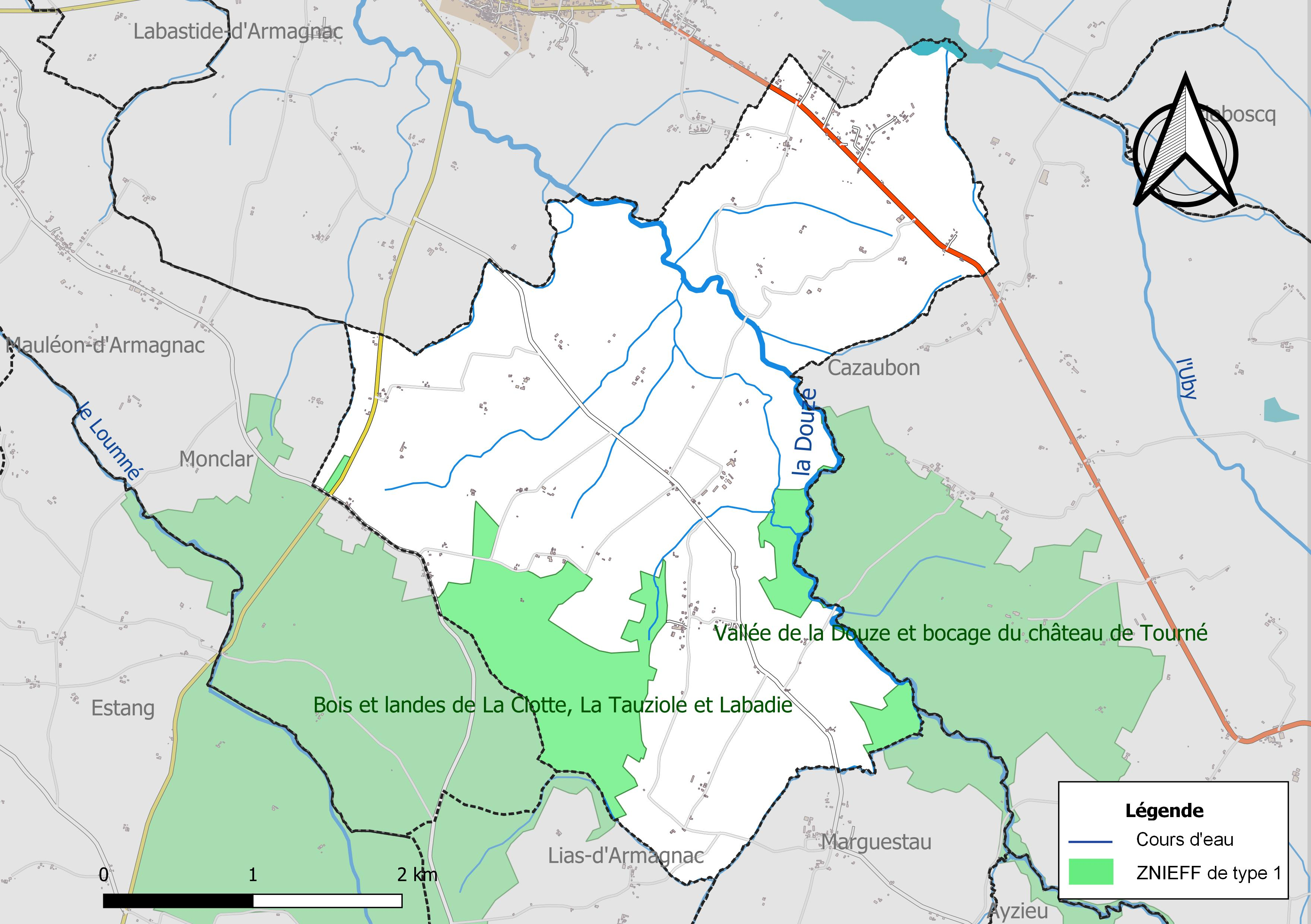
Carte des ZNIEFF de type 1 sur la commune.
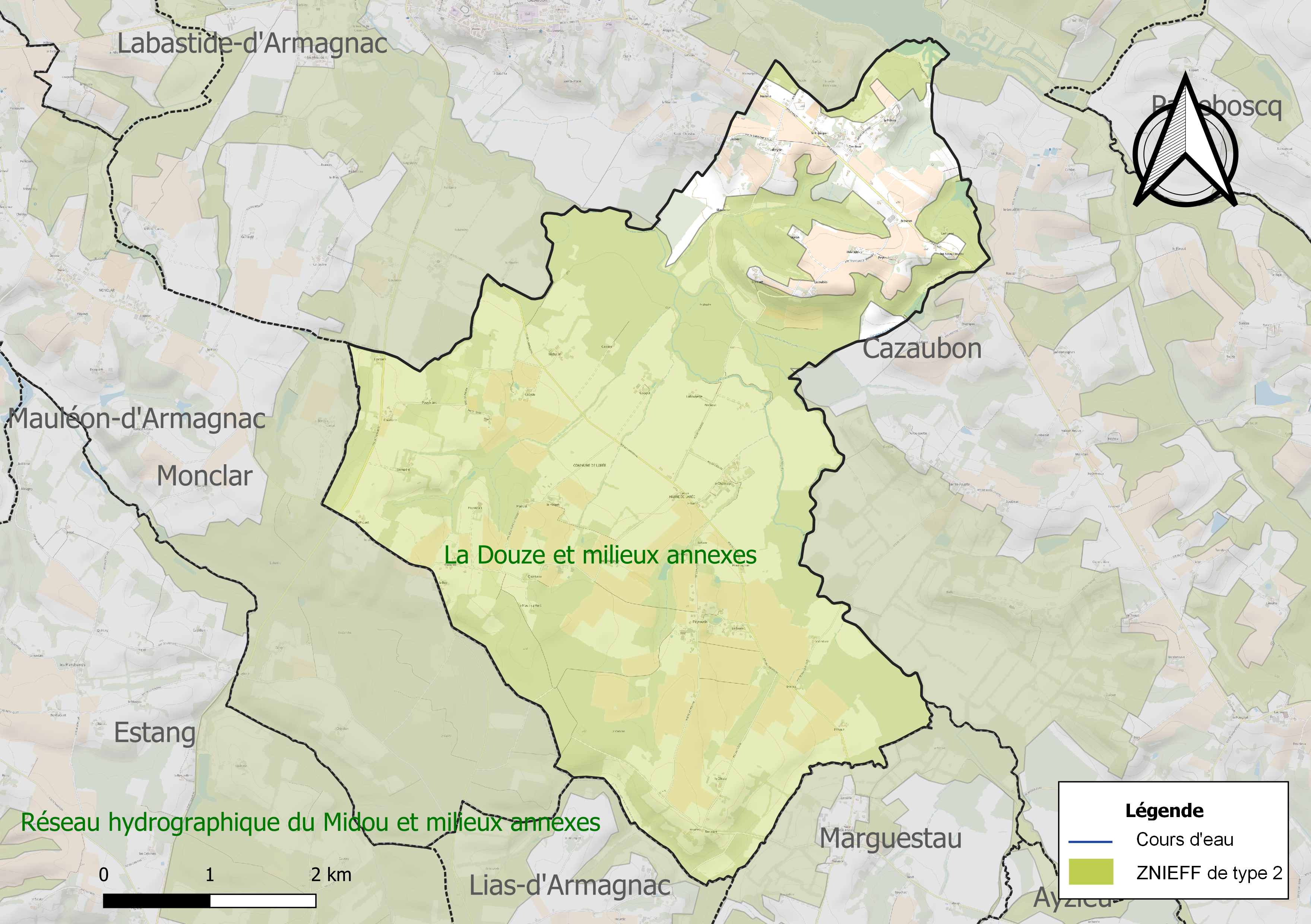
Carte de la ZNIEFF de type 2 sur la commune.

## Urbanisme

### Typologie
Au 1er janvier 2024, Larée est catégorisée commune rurale à habitat très dispersé, selon la nouvelle grille communale de densité à sept niveaux définie par l'Insee en 2022.
Elle est située hors unité urbaine et hors attraction des villes,.

### Occupation des sols
L'occupation des sols de la commune, telle qu'elle ressort de la base de données européenne d’occupation biophysique des sols Corine Land Cover (CLC), est marquée par l'importance des territoires agricoles (71,6 % en 2018), en diminution par rapport à 1990 (75,4 %). La répartition détaillée en 2018 est la suivante : 
terres arables (30,4 %), cultures permanentes (27,7 %), forêts (21,2 %), zones agricoles hétérogènes (10,8 %), milieux à végétation arbustive et/ou herbacée (6,9 %), prairies (2,7 %), eaux continentales (0,3 %). L'évolution de l’occupation des sols de la commune et de ses infrastructures peut être observée sur les différentes représentations cartographiques du territoire : la carte de Cassini (XVIIIe siècle), la carte d'état-major (1820-1866) et les cartes ou photos aériennes de l'IGN pour la période actuelle (1950 à aujourd'hui).

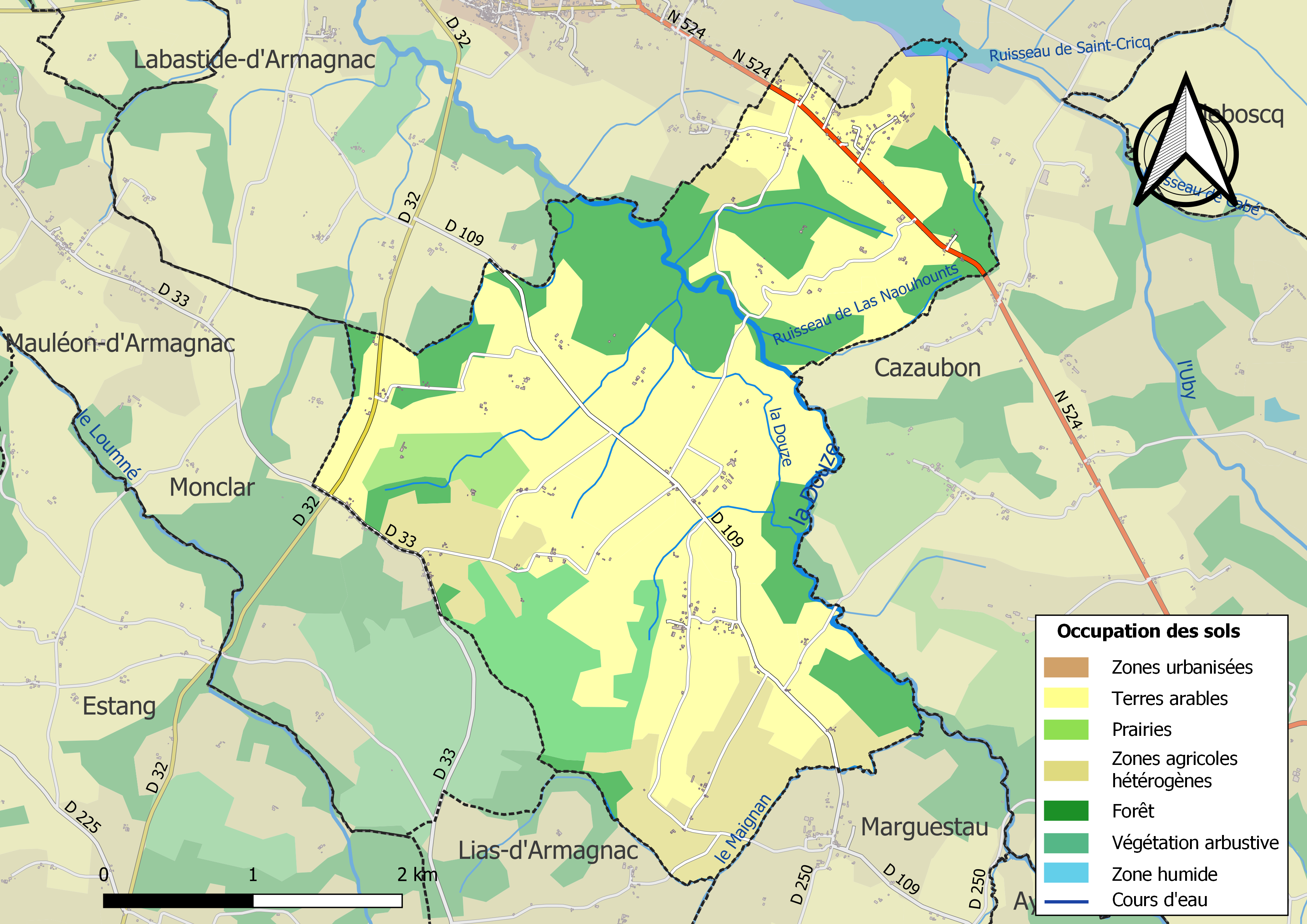
Carte des infrastructures et de l'occupation des sols de la commune en 2018 (CLC).

### Risques majeurs
Le territoire de la commune de Larée est vulnérable à différents aléas naturels : météorologiques (tempête, orage, neige, grand froid, canicule ou sécheresse) et séisme (sismicité très faible). Un site publié par le BRGM permet d'évaluer simplement et rapidement les risques d'un bien localisé soit par son adresse soit par le numéro de sa parcelle.

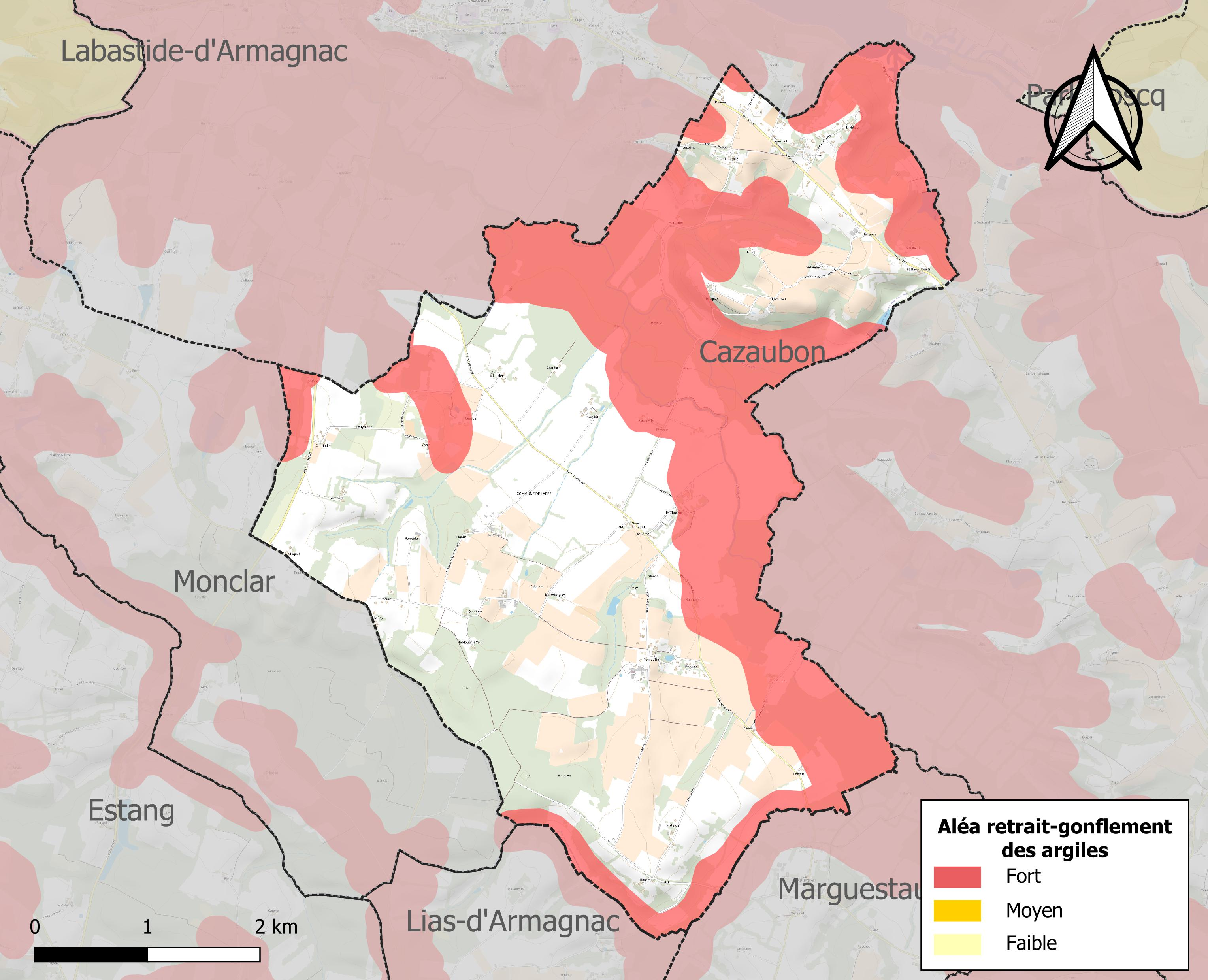
Carte des zones d'aléa retrait-gonflement des sols argileux de Larée.

Le retrait-gonflement des sols argileux est susceptible d'engendrer des dommages importants aux bâtiments en cas d’alternance de périodes de sécheresse et de pluie. 38,3 % de la superficie communale est en aléa moyen ou fort (94,5 % au niveau départemental et 48,5 % au niveau national). Sur les 145 bâtiments dénombrés sur la commune en 2019, 24 sont en aléa moyen ou fort, soit 17 %, à comparer aux 93 % au niveau départemental et 54 % au niveau national. Une cartographie de l'exposition du territoire national au retrait gonflement des sols argileux est disponible sur le site du BRGM,.
Par ailleurs, afin de mieux appréhender le risque d’affaissement de terrain, l'inventaire national des cavités souterraines permet de localiser celles situées sur la commune.
La commune a été reconnue en état de catastrophe naturelle au titre des dommages causés par les inondations et coulées de boue survenues en 1999, 2003 et 2009. Concernant les mouvements de terrains, la commune a été reconnue en état de catastrophe naturelle au titre des dommages causés par la sécheresse en 1990 et 2002 et par des mouvements de terrain en 1999.

## Politique et administration

### Liste des maires
| Période | Période  | Identité                | Étiquette | Qualité  |
| ------- | -------- | ----------------------- | --------- | -------- |
| 1792    | 1796     | Paul Bidalas            |           |          |
| 1796    | 1800     | Pierre Beyrie           |           |          |
| 1800    | 1816     | Jean-baptiste Desparsac |           |          |
| 1816    | 1822     | Pierre Desparsac        |           |          |
| 1822    | 1830     | Alexandre Desparsac     |           |          |
| 1830    | 1835     | Dominique Pellefigue    |           |          |
| 1835    | 1846     | Pierre Desparsac        |           |          |
| 1846    | 1863     | Dominique Pellefigue    |           |          |
| 1863    | 1871     | Gabriel Beffre          |           |          |
| 1871    | 1871     | Pierre Bidalas          |           |          |
| 1871    | 1901     | Edouard Pellefigue      |           |          |
| 1901    | 1902     | Joseph Capin            |           |          |
| 1902    | 1903     | Edouard Pellefigue      |           |          |
| 1903    | 1903     | François Tarbe          |           |          |
| 1903    | 1903     | Paul Pujos              |           |          |
| 1903    | 1903     | Louis Sabathe           |           |          |
| 1903    | 1904     | François Tarbe          |           |          |
| 1904    | 1908     | Paul Bidalas            |           |          |
| 1908    | 1909     | Edouard Pellefigue      |           |          |
| 1909    | 1910     | Joseph Capin            |           |          |
| 1910    | 1912     | Baptiste Riviere        |           |          |
| 1912    | 1914     | Jean Tourne             |           |          |
| 1914    | 1919     | Jean Laporte            |           |          |
| 1919    | 1940     | Jean Tourne             |           |          |
| 1940    | 1965     | Jean Desparsac          |           |          |
| 1965    | 1995     | Robert Lagubeau         |           |          |
| 1995    | 2020     | Henri Diederich         | CPNT      | Retraité |
| 2020    | En cours | Franck Barsacq          |           |          |

## Population et société

### Démographie
L'évolution du nombre d'habitants est connue à travers les recensements de la population effectués dans la commune depuis 1793. Pour les communes de moins de 10 000 habitants, une enquête de recensement portant sur toute la population est réalisée tous les cinq ans, les populations de référence des années intermédiaires étant quant à elles estimées par interpolation ou extrapolation. Pour la commune, le premier recensement exhaustif entrant dans le cadre du nouveau dispositif a été réalisé en 2008.

En 2022, la commune comptait 237 habitants, en évolution de +2,6 % par rapport à 2016 (Gers : +1,04 %, France hors Mayotte : +2,11 %).
| 1793 | 1800 | 1806 | 1821 | 1831 | 1841 | 1846 | 1851 | 1856 |
| ---- | ---- | ---- | ---- | ---- | ---- | ---- | ---- | ---- |
| 439  | 468  | 483  | 566  | 591  | 541  | 540  | 508  | 532  |

| 1861 | 1866 | 1872 | 1876 | 1881 | 1886 | 1891 | 1896 | 1901 |
| ---- | ---- | ---- | ---- | ---- | ---- | ---- | ---- | ---- |
| 502  | 508  | 495  | 474  | 462  | 469  | 399  | 421  | 449  |

| 1906 | 1911 | 1921 | 1926 | 1931 | 1936 | 1946 | 1954 | 1962 |
| ---- | ---- | ---- | ---- | ---- | ---- | ---- | ---- | ---- |
| 386  | 344  | 391  | 395  | 347  | 347  | 304  | 302  | 317  |

| 1968 | 1975 | 1982 | 1990 | 1999 | 2006 | 2008 | 2013 | 2018 |
| ---- | ---- | ---- | ---- | ---- | ---- | ---- | ---- | ---- |
| 273  | 255  | 223  | 230  | 234  | 232  | 231  | 232  | 229  |

| 2022 | - | - | - | - | - | - | - | - |
| ---- | - | - | - | - | - | - | - | - |
| 237  | - | - | - | - | - | - | - | - |

## Économie

### Revenus
En 2018  (données Insee publiées en septembre 2021), la commune compte 108 ménages fiscaux, regroupant 227 personnes. La médiane du revenu disponible par unité de consommation est de 21 000 € (20 820 € dans le département).

### Emploi
|                | 2008  | 2013  | 2018  |
| -------------- | ----- | ----- | ----- |
| Commune        | 6,8 % | 4,8 % | 6 %   |
| Département    | 6,1 % | 7,5 % | 8,2 % |
| France entière | 8,3 % | 10 %  | 10 %  |

En 2018, la population âgée de 15 à 64 ans s'élève à 117 personnes, parmi lesquelles on compte 75,2 % d'actifs (69,2 % ayant un emploi et 6 % de chômeurs) et 24,8 % d'inactifs,. En  2018, le taux de chômage communal (au sens du recensement) des 15-64 ans est inférieur à celui de la France et département, alors qu'en 2008 il était supérieur à celui du département et inférieur à celui de la France.
La commune est hors attraction des villes,. Elle compte 28 emplois en 2018, contre 41 en 2013 et 48 en 2008. Le nombre d'actifs ayant un emploi résidant dans la commune est de 85, soit un indicateur de concentration d'emploi de 32,8 % et un taux d'activité parmi les 15 ans ou plus de 45,3 %.
Sur ces 85 actifs de 15 ans ou plus ayant un emploi, 19 travaillent dans la commune, soit 22 % des habitants. Pour se rendre au travail, 88,2 % des habitants utilisent un véhicule personnel ou de fonction à quatre roues, 2,4 % s'y rendent en deux-roues, à vélo ou à pied et 9,4 % n'ont pas besoin de transport (travail au domicile).

### Activités hors agriculture
16 établissements sont implantés  à Larée au 31 décembre 2019.
Le secteur du commerce de gros et de détail, des transports, de l'hébergement et de la restauration est prépondérant sur la commune puisqu'il représente 56,3 % du nombre total d'établissements de la commune (9 sur les 16 entreprises implantées  à Larée), contre 27,7 % au niveau départemental.

### Agriculture
La commune est dans le Bas-Armagnac, une petite région agricole occupant une partie ouest du département du Gers. En 2020, l'orientation technico-économique de l'agriculture  sur la commune est la polyculture et/ou le polyélevage.
|               | 1988 | 2000 | 2010 | 2020 |
| ------------- | ---- | ---- | ---- | ---- |
| Exploitations | 28   | 19   | 10   | 11   |
| SAU (ha)      | 687  | 583  | 633  | 626  |

Le nombre d'exploitations agricoles en activité et ayant leur siège dans la commune est passé de 28 lors du recensement agricole de 1988  à 19 en 2000 puis à 10 en 2010 et enfin à 11 en 2020, soit une baisse de 61 % en 32 ans. Le même mouvement est observé à l'échelle du département qui a perdu pendant cette période 51 % de ses exploitations,. La surface agricole utilisée sur la commune a également diminué, passant de 687 ha en 1988 à 626 ha en 2020. Parallèlement la surface agricole utilisée moyenne par exploitation a augmenté, passant de 25 à 57 ha.

## Culture locale et patrimoine

### Lieux et monuments

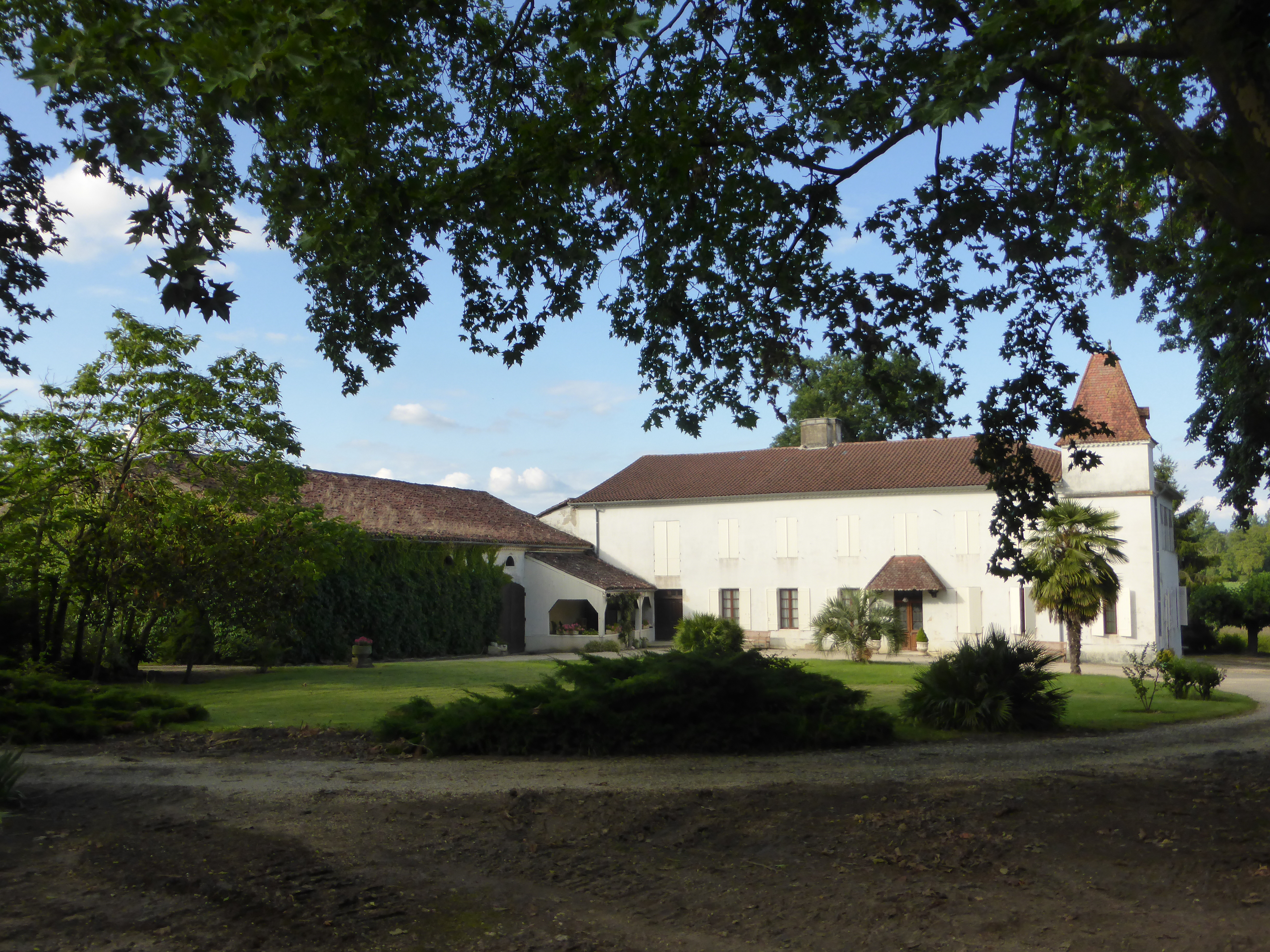
Le château de Larée.

- Église Sainte-Quitterie.